# Si Tjonat
Pour plus de détails, voir Fiche technique et Distribution.
Si Tjonat est un film de gangster perdu des Indes orientales néerlandaises (aujourd'hui Indonésie), réalisé par Nelson Wong, sorti en 1929.